# AlmostRage
AlmostRage je bila slovenska Thrash metal skupina iz Kopra. Sestavljali so jo Edi Udovič "Ejaq", Iztok Bajc, Igor Marasović in Bojan Sinković. AlmostRage so izvajali metal glasbo z manjšo mero besa in večjo vsebovanostjo melodičnosti. Pri aranžmajih je bila posebno poudarjena prepoznavnost in unikatnost.

## Zgodovina
Skupina je nastala leta 2004, na pogorišču obalne metal skupine Insanity. Edi Udovič in Iztok Bajc (Ustanovna člana Insanity) sta tedaj povabila k sodelovanju Igorja Marasoviča in pričeli so se prvi zametki ustvarjanja. Sprva se zasedba imenovala The Fifth Season in se na samem začetku, kot tričlanska zasedba predstavila širom Slovenije. Leta 2008 se je zasedba preimonovala v AlmostRage in s tem storila korak naprej pri razvoju skupine. Malo po tem, je skupina bila izbrana na natečaju Kompilacija Obala 2 (V organizaciji Kluba Študentov Občine Koper ), kjer je posnela svoj prvi single Scars. Leta 2009 se je skupini pridružil še izjemni kitarist Bojan Sinković, ki je doprinesel dodano vrednost in žanrsko dopolnil celoto skupine. Leta 2011 je skupina izdala svoj EP album "Almost There..", ki je nekakšen presek delovanja skupine od leta 2004. Leta 2013 je skupina prenehala z delovanjem. Nekateri izmed članov AlmostRage so naredili nov projekt pod imenom "From Ashes".

## Diskografija
- Kompilacija Obala 2 - CD/DVD (2008)
- Almost There.. - CD (2011)

### Videospot
- Red (Almost There, 2011)